# Hyposmocoma papahanau
Hyposmocoma papahanau — вид молі. Ендемік гавайського роду Hyposmocoma.

## Поширення
Зустрічається на острові Ніхоа в каньйоні Міллера.

## Опис
Дорослі молі мають розмах крил 8,8 мм.

### Личинкова стадія
Личинки плетуть кокон. Кокон гусениці — циліндричної форми, довжиною 4,5—8,7 мм, схожий на кокон гусениці Hyposmocoma nihoa.